# Maraschia
Maraschia là một chi bướm đêm thuộc họ Noctuidae.

## Loài
- Maraschia grisescens Osthelder, 1933